# Киселёв, Иван Андреевич (полковник)
Иван Андреевич Киселёв (2 октября 1908 — 4 мая 1958) — советский военный деятель, полковник, участник Великой Отечественной войны.

## Биография
Иван Андреевич Киселёв родился 2 октября 1908 года в деревне Шуклеево (ныне — Юхновский район Калужской области). До армии работал инспектором политпросвещения в Барнауле. В ноябре 1930 года Киселёв был призван на службу в Рабоче-Крестьянскую Красную Армию. В 1933 году окончил Томское артиллерийское училище, после чего служил на командных должностях в различных войсковых частях. С 1938 года учился на факультете зенитной артиллерии Военной артиллерийской академии имени Ф. Э. Дзержинского. В мае 1941 года окончил её и был назначен начальником штаба артиллерии 14-й отдельной бригады ПВО Прибалтийского особого военного округа, в июне занял должность начальника оперативной части штаба той же бригады. В этой должности встретил начало Великой Отечественной войны.
16 июля 1941 года Киселёв был назначен начальником штаба Великолукского бригадного района ПВО. Во время битвы за Москву был начальником штаба Калининского, а затем Рыбинско-Ярославского дивизионного района ПВО. В октябре—ноябре 1942 года исполнял обязанности командующего Рыбинско-Ярославским дивизионным районом ПВО, который осуществлял защиту от авиационных налётов такие важные промышленные центры, как Ярославль, Рыбинск, Иваново, Углич, а также водные коммуникации. В мае 1944 года назначен заместителем командира 1-го корпуса ПВО в Мурманске, а в августе того же года — начальником штаба 13-го корпуса ПВО. Участвовал в освобождении Прибалтики, неоднократно исполнял обязанности командира 13-го корпуса ПВО.
После окончания войны продолжал службу в Советской Армии. Командовал зенитно-артиллерийским полком, был заместителем начальника штаба корпуса ПВО. В течение нескольких лет находился в заграничной командировке в Венгерской Народной Республике в качестве военного советника. С марта 1954 года был начальником штаба Новосибирского района ПВО, а с июля того же года — начальником штаба — первым заместителем командира 1-го корпуса ПВО Одесского военного округа. В декабре 1955 года в звании полковника Киселёв был уволен в запас. Проживал в Москве. Скончался 4 мая 1958 года.

## Награды
- Орден Ленина;
- Орден Красного Знамени;
- Орден Отечественной войны 2-й степени;
- 2 ордена Красной Звезды;
- Медали.